# Pidonia morikawai
Pidonia morikawai är en skalbaggsart som beskrevs av Mikio Kuboki 2001. Pidonia morikawai ingår i släktet Pidonia och familjen långhorningar. Inga underarter finns listade i Catalogue of Life.